# C4ISR

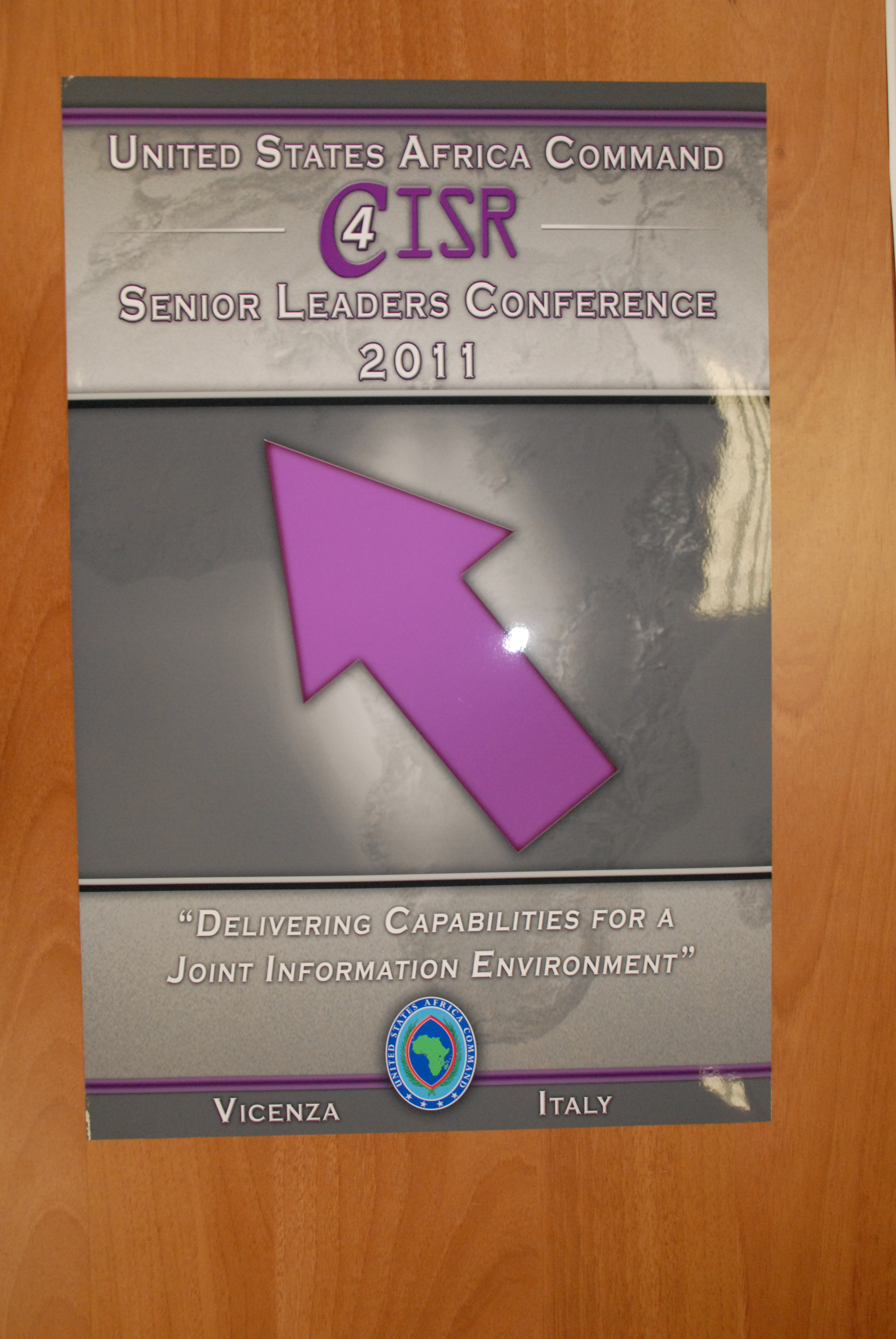
美軍C4ISR海報

C4ISR是一个军事学术语，是由C2（指挥、控制）演化而来，通常译为指挥自动化系统。它由英语的指挥、控制、通信、计算机、情报、监视和偵察七个词（Command）的首字母缩写而来，台湾也译为指管通资情监侦。
C4ISR系统提供军事運訊息化指挥和管理系统，提高指挥效率。现今C4ISR已成为现代军队的神经中枢。
科索沃战争是美军第一次大规模实战运用C4ISR系统。
这个系统是美国1962年组建的战略指挥控制系统，当时主要目的是应付核大战，所以在没有经过总体论证和整体设计的情况下，就匆匆忙忙地把各军兵种及国防部的现有系统和设备拼凑在一起，组成了最初的战略C3I系统。由于没有设立专门的管理机构，加上数据格式不统一，互连互通有困难，所以直到70年代初还是一个松散的联合体。之后，经过统一管理和规划，并改造了计算机等关键设备，统一了数据格式并实行了标准化，才使该系统处于良好的运行状态。1991年海湾战争中，美国启用了这套系统，在海湾发挥了重要作用，但也暴露了兼容性差、互通性和信息共享能力差和设备老化等缺陷。战争结束后，经过大规模更新和改进，成为如今的C4ISR系统。
类似的词还有C4ISTAR，增加的两个字母指代目标定位（Target Acquisition）。C5ISR，增加的一个字母C指代作战系统（combat systems）。